# یواس‌اس وایومینگ (پی‌اف-۱۲)
یواس‌اس وایومینگ (پی‌اف-۱۲) (به انگلیسی: USS Casper (PF-12)) یک کشتی بود که طول آن ۳۰۳ فوت ۱۱ اینچ (۹۲٫۶۳ متر) بود. این کشتی در سال ۱۹۴۳ ساخته شد.